# Aceros nipalensis
El cálao del Nepal (Aceros nipalensis) es una especie de ave bucerotiforme de la familia Bucerotidae extendida por el nordeste de la India, el sur de China, Nepal, Birmania, Laos y Tailandia. No se reconocen subespecies.

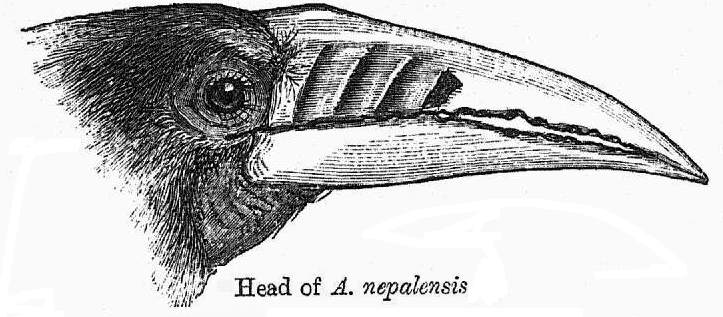
Dibujo de la cabeza procedente del libro de William Thomas Blanford,  Fauna of British India
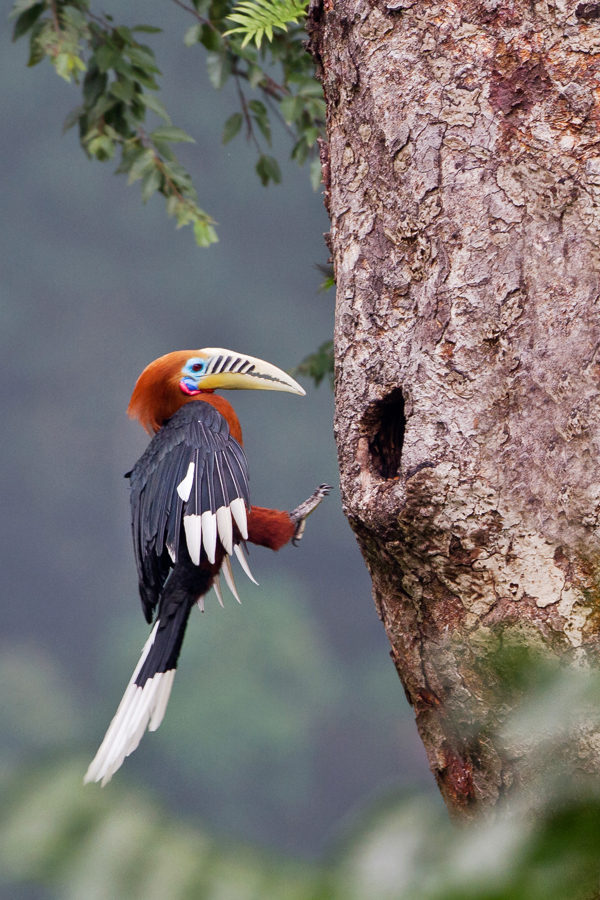
Ejemplar fotografiado en India
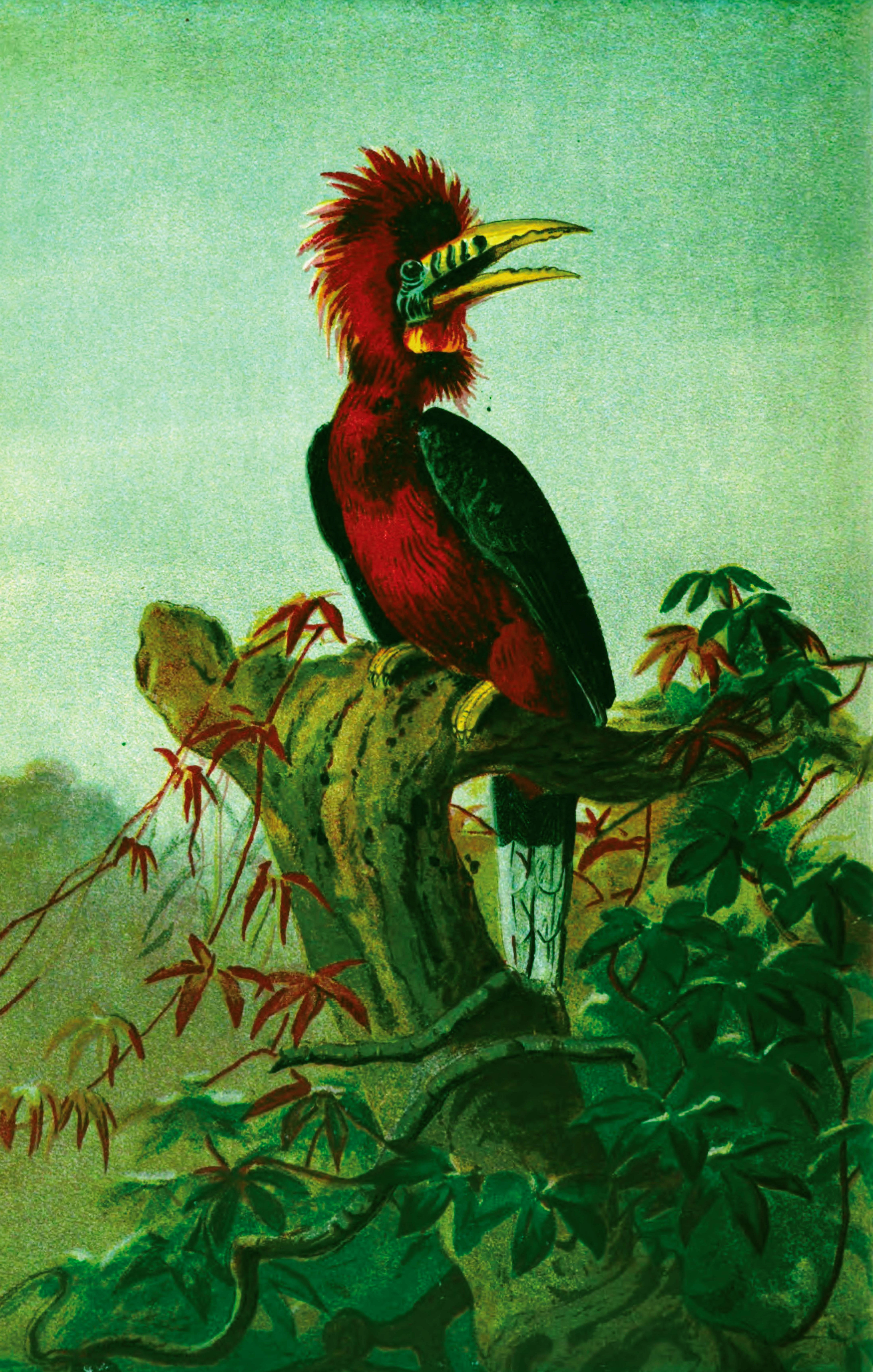
Ilustración publicada en 1866 de un espécimen en Bután